# 摩尔庄园 (延伸游戏)
淘米除开发或运营了以（鼹鼠）摩尔为主角的游戏摩尔庄园以外，还运营了其它以摩尔（鼹鼠）为主角的游戏。

## 行動遊戲

### 摩爾莊園 豪華版
此遊戲是從電腦版《摩爾莊園》所衍伸的。故事一開始描述，自從小摩爾們從舊居黑森林搬到新家摩爾莊園後，摩爾們努力的建設和合作，讓大家都過著幸福快樂的日子。但是莊園出現了一個惡法師庫拉，將摩爾莊園破壞得面目全非。於是，菩提大伯便帶著幾位小摩爾，來到新的土地，決定要重新打造新的摩爾莊園。
遊戲主要分為三部分，種植、建築、任務。
幣值分為兩種，摩爾豆和貝殼：
- 摩爾豆：一般貨幣，可以利用收成獲得。（無法與電腦版《摩爾莊園》共用。）
- 貝殼：需要使用真實貨幣去購買，或是活動贈送，

等級目前最高可到48級，皆用百分比表示。
種植又分為兩部分，種植果菜以及種植花卉。
- 果菜類：種植皆為使用摩爾豆種植，收穫時會有摩爾豆和經驗值收益。等級越高，可種植的東西也就越多。
- 花卉類：種植使用摩爾豆或貝殼種植，收穫時會有花朵和經驗值。（花朵可以製作花藝作品。）

小遊戲目前有下列幾種：
- 切水果：仿效Fruit ninja的遊戲。
- 拍蟲子：將蟲子用手觸碰使他昏倒。
- 占卜：
- 打木樁：只能打木頭，打石頭則有三顆額度。
- 挖礦石：礦石內藏有寶物，依照寶物的珍稀程度去分辨分數高低。
- 釣魚：需要貝殼購買才能進行。類似電腦版摩爾莊園的神秘湖釣魚遊戲。
- 左左右右：通过倾斜设备将男、女分别引导至正确的厕所。（黄金岛）

遊戲最後會得到經驗值或摩爾豆獎勵（占卜只能得到裝飾物獎勵），每天有一次機會。（釣魚則每六小時有一次機會）
拜訪朋友的莊園可以有幾種用途：
- 給他鼓勵：每個摩爾都可以給別人一個鼓勵。
- 清掃、洗澡：莊園內的房子、動物可能需要清潔，好友可以幫忙。
- 贈送禮物：每天可以贈送一個禮物給一個朋友。
- 發送訊息：發送訊息給朋友

### 摩尔宝宝
《摩尔宝宝》是淘米游戏推出的3d虚拟养成游戏应用。）

### 摩尔卡丁车1、摩尔卡丁车2进化
《摩尔卡丁车1》、《摩尔卡丁车2进化》是是淘米游戏推出的赛车游戏应用。

### 摩尔战记
《摩尔战记》是由畅梦游戏发行由摩尔庄园大电影3：魔幻列车大冒险改编的手游。

## 网页游戏

### 摩爾勇士
《摩尔勇士》以千年前的摩尔庄园为主题，适合7-16岁儿童使用。它以摩尔（鼹鼠）为形象，在游戏中用户与精灵间可以战斗，获取奖励。於2017年9月18日關服）。
2019年11月重新開服，因伺服器問題未開放所有玩家遊玩，需要至米飯社區App申請資格
摩爾勇士簡體版

### 摩爾鬥鬥
摩尔斗斗是一款小游戏，适合10-14岁儿童使用。）
它以摩尔（鼹鼠）为形象，在游戏中用户间可以互相战斗，获取奖励。

#### 游戏玩法

##### 环境
每个玩家都会获得一个“家”（首页），在家里，玩家可以完成进入“斗斗历练地图”（出门）；查看师師徒徒关系，让徒弟打工。一些基本的功能按钮在游戏界面的下方，如“装扮”、“武器”、“技能”、“录像”、“战况”、“背包”、“商店”等按钮。

##### 战斗
进入你想要挑战的人的家，即可点“挑战”按钮与其对战。 影响战斗结果的因素有双方属性、武器、技能、装扮等。在战斗过程中会随机获得贝壳和升级武器所需材料，通过挑战玩家亦可获得经验值。每进行一次战斗，玩家会被扣掉相应的“体力值”，扣完后，玩家今日不得再进行战斗。

##### 活动
每逢节日时，如春节、情人节、万圣节、圣诞节，摩尔斗斗都会举办一些活动。在活动中，可通过与玩家战斗获得特定道具去兑换礼品。

#### 关闭服务器
2013年11月14日10：00整，淘米校巴摩尔斗斗应用正式关服，玩家摩宝剩余将兑换成米币。
而在台湾摩尔斗斗中，继续开始服务器运营。（2015年1月31日，摩尔斗斗随着台湾米米校巴的关闭，随之而关闭。）

### 摩爾莊園2
摩爾莊園的續作，部分內容以摩爾莊園動畫片為背景。2012年7月16日公測，2012年9月后已暂停更新。2014年关闭服务器。
《摩爾莊園2》是一個以摩爾（鼴鼠）為主題人物，使用Adobe Flash Player驅動的兒童在線遊戲社區類網站，屬於點卡道具收費網絡遊戲。（实际因停止更新而没有收费）
官方版本於2012年5月內測，2012年7月正式開放。其中，每個用戶都可以扮演一隻小鼴鼠，成為這個虛擬世界的主人，擁有自己的財產，並與其他玩家結為朋友。該遊戲的市場定位為6至14歲兒童。開發商為上海淘米，而遊戲是以兒童網路樂園摩爾莊園為藍本的。摩尔庄园2目前已暂停更新，最後更新：2012年12月19日。2014年3月18日，正式关服。

### 摩尔庄园HD
摩尔庄园HD为摩尔庄园暂时停止更新后进行策划的游戏。
製作組解散，此企劃終止